# La Crique des trois pêcheurs
La Crique des trois pêcheurs est une émission de télévision québécoise de marionnettes de quinze minutes qui a été diffusée à partir du 22 septembre 1984 à TVJQ. Elle fut en ondes à TVJQ jusqu'en août 1988. Elle est rediffusée au Canal Famille du 6 mars 1989 au 1er juin 1993. 
Chaque épisode faisait découvrir aux enfants un conte populaire, comme Le Rossignol et l'Empereur de Chine. L'émission réalisée par Pierre Baruch était produite par Cablespec, filiale du groupe Vidéotron. Les marionnettes étaient créées par la costumière chilienne Amaya Clunes.